# Île Stagadon
L'île Stagadon est une des îles de l'Aber Wrach dans le Finistère, en Bretagne. Elle est située sur le territoire de la commune de Plouguerneau.

## Géographie
Située à l'entrée de l'Aber-Wrac'h et proche de l'entrée occidentale de la Manche, marquée par l'île Vierge, l'île Stagadon est une île rocheuse de quatre hectares. Au contraire des côtes rocheuses Ouest et Nord de l'île, sa côte Sud-Est offre deux plages en arc-de-cercle. Profitant de la faible profondeur et du banc de sable leur faisant face les plages de Stagadon ont une eau de couleur claire dénotant avec le reste de l'aber.
Accessible toute l'année par voie maritime, malgré les rochers environnants et les courants de l'aber, il est aussi possible d'accéder à Stagadon à pied quelques jours par année, jours de hauts coefficients de marée. 

## Histoire
Habitée jusqu'en 1967 par un couple de goémoniers et propriété d'un homme d'affaires local, Pierre Bergé, ce dernier en fit donation à l'association des Amis du Jeudi-Dimanche (AJD), fondée par le père Jaouen, qui possédait alors déjà un terrain sur la dune de Penn Enez faisant face à l'ile sur la presqu'ile de Sainte-Marguerite à Landéda.
Après plusieurs travaux de rénovation menés par les bénévoles et les stagiaires de l'AJD, la maison de l'île est à présent habitable et ouverte à tous. 